# Jean-Noël Riff
Jean-Noël Riff (22 d'abril de 1981) és un jugador d'escacs francès que té el títol de Gran Mestre Internacional des del 2014.
A la llista d'Elo de la FIDE de l'agost de 2023, hi tenia un Elo de 2401 punts, cosa que en feia el jugador número 74 (en actiu) de França. El seu màxim Elo va ser de 2.520 punts, a la llista del gener de 2009.

## Resultats destacats en competició
El 2006 fou campió de Suïssa per equips amb el Reichenstein SF. L'octubre del 2009 fou campió del Grand Prix du Touquet amb 7 punts de 9, per davant de Jean-Marc Degraeve i Yuri Vovk. Ha participat en cinc ocasions a la Copa d'Europa per equips, dels quals dues amb el primer tauler i una amb el segon.
El juliol del 2015 fou subcampió del Gran Prix d'Andorra de partides ràpides amb 7 punts de 9 (el campió fou Hipòlit Asis Gargatagli).